# 狄奧多里克大帝

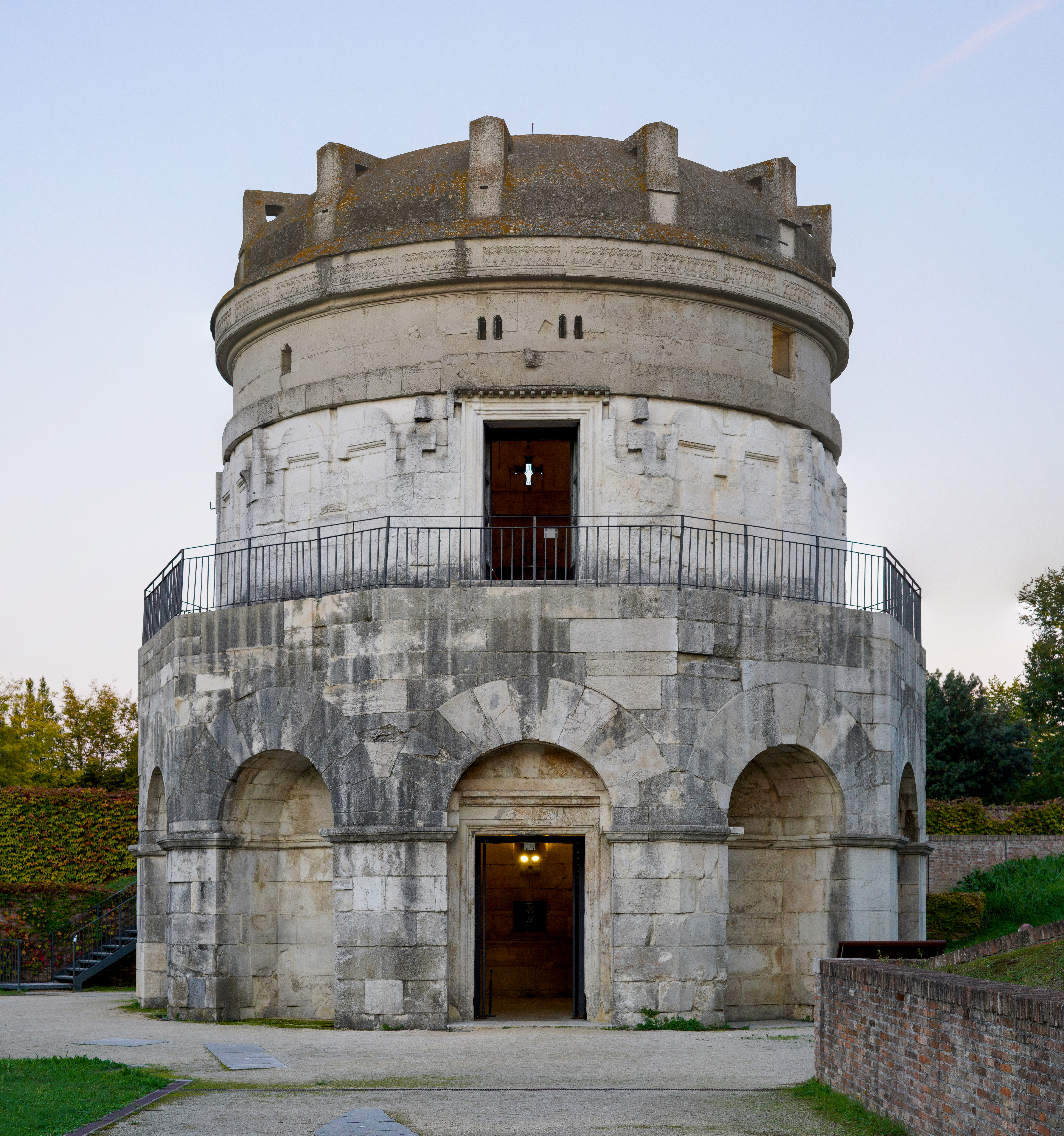
拉文納的狄奧多里克陵墓

“伟大者”狄奧多里克，或弗拉维乌斯·狄奥德里库斯（羅馬化：*Þiudareiks，直译：「人民的统治者」，454年—526年8月30日）是東哥德人的领袖（471年起）、東哥德王國（其疆域大部分位于今日的意大利）的建立者（493年~526年在位）。从511年开始，他还是西哥特王国的摄政。

## 早期事迹
狄奥多里克是东哥特国王狄奥德米尔之子，出身自東哥特貴族之一的阿馬爾家族，在他出生时，东哥特人刚刚摆脱了持续一个世纪的匈人的统治。他在童年时代被送往君士坦丁堡当人质，以确保他父亲（一个蛮族首领）不会违背与东罗马帝国皇帝利奥一世签订的和约，按照这个和约，东哥特人应臣服于东罗马帝国。在拜占廷宫廷中长大的经历可能使他认识到了文明世界的优点，从而解释了他日后征服意大利时并非像其他蛮族首领一样大肆破坏而是努力维持社会秩序的原因。总的来说狄奥多里克是那个时代最文明开化的蛮族人物之一，他一定对罗马世界的精妙政治结构和高度文化产生了仰慕。皇帝利奥一世和其继任芝诺对这个蛮族青年非常赏识，先是将他提拔为军队长官，后来更任命为执政官。当狄奥多里克31岁时，他离开了东罗马军队，回到他的族人中去。

## 在意大利的统治

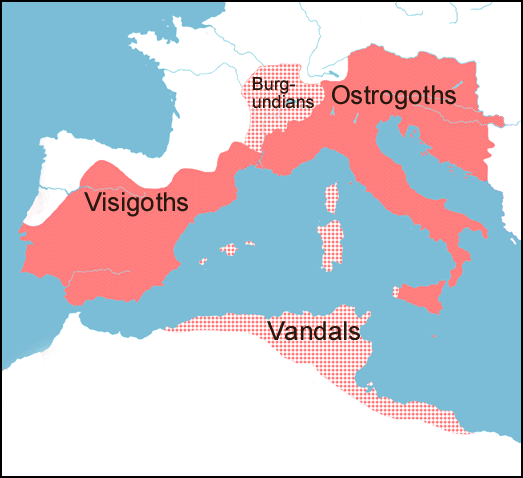
523年巅峰时期的疆土，粉色部分受其直接统治

488年，在两次入侵拜占庭并几乎攻下君士坦丁堡后，拜占庭皇帝芝诺终于被迫同意其入侵義大利，493年，他設宴诱杀意大利統治者奧多亞塞，使自己成為唯一的統治者，狄奧多里克大帝能在義大利維持長期統治的關鍵在於尊重羅馬的文化與典章制度，宮廷中許多受過良好教育的貴族為其出謀劃策，羅馬元老院的制度完整保留下來，羅馬行政體系依舊正常運作，與東羅馬帝國長期保持友好關係，使東哥特王國得以免除來自東邊的威脅，狄奧多里克與東羅馬皇帝阿納斯塔修斯往來信件中顯示，狄奧多力克視東羅馬為宗主國，不敢以君王的身分與其相提並論，亦無意爭奪「羅馬」正統。狄奧多里克更透過聯姻鞏固與周邊國家的關係，他將女兒狄奧德哥塔嫁給西哥特國王亞拉里克二世、奧斯特羅戈托嫁給勃艮第國王西吉斯蒙德，妹妹阿瑪拉弗里達則嫁給北非的汪達爾王國國王瑟雷薩蒙，透過政治聯姻，狄奧多里克得以在地中海西部區域、北達阿爾卑斯山區域施加影響力。

## 二元統治
即便東哥特王國的國勢蒸蒸日上，但臣民之間仍有不小的隔閡與衝突，以信仰為例，由於東哥特人信仰的是阿利烏教派，而羅馬人則是信奉三位一體的羅馬公教，因此東哥特人被視為信仰異端的民族，狄奧多里克在宗教信仰上採取寬容政策，羅馬城中也有分屬兩個教派的禮拜堂（baptistery），但這一方面也象徵了二者無法融合的鴻溝，種下日後查士丁尼大帝以信仰為由發動對東哥特王國征服戰爭的口實。法律方面，狄奧多里克以二元統治的形式來治理，以羅馬法治理羅馬人、哥特法治理哥特人，政府也建立兩套相互平行的管理機制，顯示了狄奧多里克無法輕易弭平兩民族之間道德文化與宗教信仰的巨大鴻溝。

## 評價
狄奧多里克執政的晚年，東哥特王國內部的不穩因子開始浮現，羅馬貴族西馬丘斯（Symmachus）與波愛修（Boethius）等人被指控與東羅馬帝國勾結發動叛亂，狄奧多里克將其逮捕下獄處死，但羅馬貴族們在獄中堅稱是遭哥特人的誣陷。公元526年，羅馬教宗若望一世出使東羅馬帝國，受到查士丁一世的盛情款待，引起狄奧多里克大帝猜疑，出使返國後將若望一世投入大牢，不久便死於獄中，若望一世的死引起羅馬人的憤恨，而不久之後狄奧多里克也撒手人寰，因此便有人稱這是上帝的天譴，羅馬公教的教士如此寫道：「526年8月26日，狄奧多里克大王下令在即將到來的安息日，阿利烏異教徒將佔據羅馬人的教堂，所幸上帝公允地降下懲罰，施加在狄奧多里克的身上，在計畫侵占教堂的那天丟了性命。」狄奧多里克晚年的猜疑與鐵腕政策，使其在羅馬史家評價中多為負面，但其執政能力以及穩定多年戰亂的義大利半島的政績，亦獲不少正面評價，如普洛可比烏斯在《戰史》中稱：「雖是不光彩頂著篡位者的名分，然而他如明君般恪盡職守，因此受到哥特人與羅馬人擁護，並得到大帝的尊號。」
關於狄奧多里克以及其治下的東哥特王國，記載多出自廷臣卡西奧多羅斯（Cassiodorus）的著作，其長期擔任宮廷的幕僚，因而接觸許多檔案與文書，著有12卷的《哥特史》（現已失傳）、《信札》，是瞭解狄奧多力克的一手史料。
狄奥多里克在世时通常居住于拉文納，并死在那里；现在在拉文納市区内有一座被称为他的陵墓的建筑物，不过该建筑显然不是在东哥特时期修建的。

## 其他
在日耳曼人的传说中，狄奥多里克通常被说成是意大利城市维罗纳的统治者，即所谓狄特里希·馮·貝爾恩（中古高地德语：Dietrich von Bern），虽然他大多数时间是居住在拉文纳；詹姆斯·布赖斯在其著名著作《神圣罗马帝国》中解释说，这或许是因为当时的日耳曼各族更熟悉维罗纳，或许是因为当时狄奥多里克需要关注北边防务时会迁都到维罗纳的缘故。
“狄特里希·冯·贝尔恩”是日耳曼神话中的一个组成部分，在这些神话中作为英雄出现的狄奥多里克与历史上的人物相差甚远，而且充斥着年代错误（例如把狄奥多里克和阿提拉说成一个年代的人物）。有狄奥多里克出场的日耳曼史诗有希尔德布兰特之歌和尼伯龙根之歌，在这两部史诗中狄奥多里克都只是次要人物。狄奥多里克的名字也出现在北欧神话中（以Þjóðrekr的形式）。至少有一部萨迦是以狄奥多里克为主人公的，即狄奥多里克萨迦（Þiðrekssaga）。

## 资料来源
- 《神圣罗马帝国》，詹姆斯·布赖斯，商务印书馆，ISBN 7-100-02042-5

| 狄奧多里克大帝 阿馬爾家族出生于：454年逝世於：526年 | 狄奧多里克大帝 阿馬爾家族出生于：454年逝世於：526年                    | 狄奧多里克大帝 阿馬爾家族出生于：454年逝世於：526年 |
| 統治者頭銜                                          | 統治者頭銜                                                             | 統治者頭銜                                          |
| --------------------------------------------------- | ---------------------------------------------------------------------- | --------------------------------------------------- |
| 前任者： 狄奧多米爾                                 | 東哥德國王 474年–526年                                                 | 繼任者： 阿塔拉里克                                 |
| 前任者： 奧多亞塞                                   | 意大利國王 493年–526年                                                 | 繼任者： 阿塔拉里克                                 |
| 前任者： 盖萨莱克                                   | 西哥特国王 511年–526年                                                 | 繼任者： 阿马拉里克                                 |
| 政府职务                                            |                                                                        |                                                     |
| 前任者： 阿尼西乌斯·阿西利乌斯·阿吉南提乌斯·浮士德  | 罗马帝国执政官 484年 与德西乌斯·马里乌斯·维南提乌斯·巴斯利乌斯同时在任 | 繼任者： 昆图斯·奥勒留·梅米乌斯·叙马库斯            |